# 复进助推器

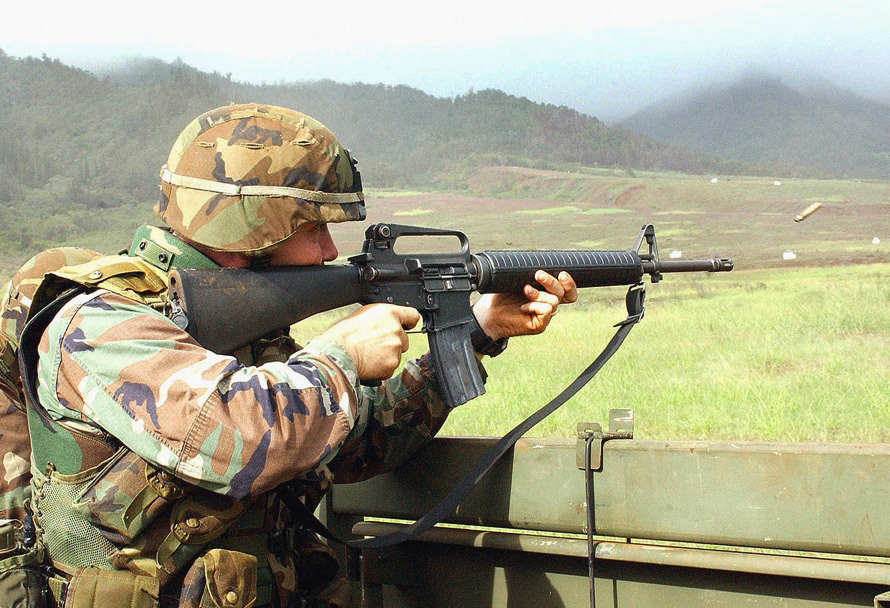
後照門下方的圓型按鈕就是复进助推器

輔助推機（Forward assist）或稱复进助推器，為步槍槍機無法正常復進時，用來手動將其復進的一種裝置。許多人認為M16突擊步槍不夠可靠，所以必須得採用此種裝置預防槍機出現不正常復進的情況，其實這種觀念有些部分是錯誤的，而且复进助推器實際使用率，在美軍內部也沒有相關紀錄數據可查。

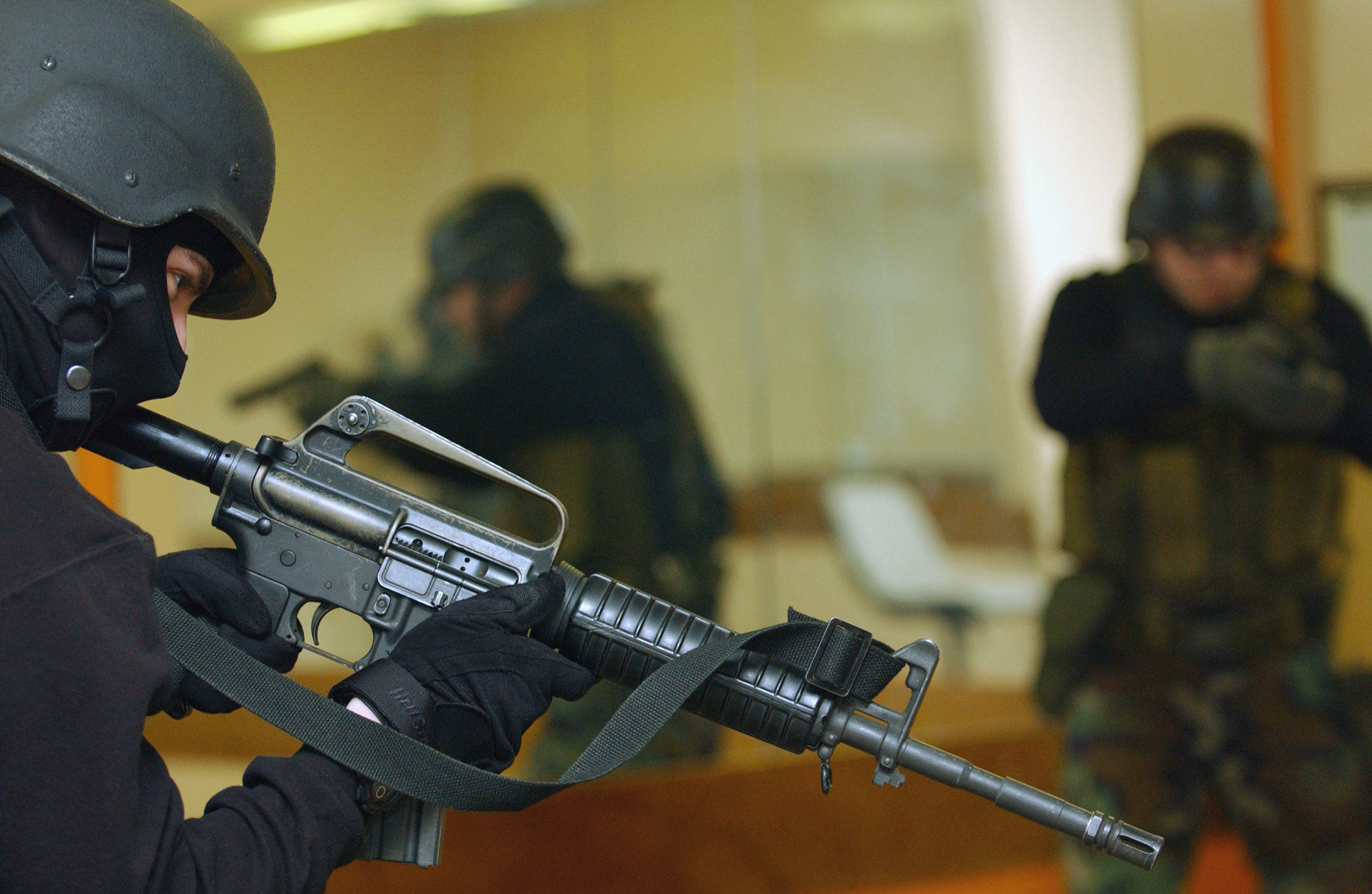
沒有复进助推器的GUU-5P（M16A1卡賓槍）

## 歷史及簡介
美國陸軍及美國海軍陸戰隊自M1加蘭德步槍及M14自動步槍以來，其槍機拉柄都具有手動復進的功能，而且他們對此功能也有超乎想像的堅持。但是M16的設計者尤金·斯通納則認為槍機無法正常復進代表槍枝本身或彈藥有問題，所以應該儘快手動排除，而不是強行上膛。
但美國空軍自採用M16以來，便使用不具助進器的M16步槍，自今仍不停翻修此批步槍也不願另購新槍。尤金·斯通納自始至終從未參與過M16加裝助進器的設計，因為斯通納認為M16沒有加裝助進器的必要性，反而還會破壞整個機匣的結構和可靠性。於是當年的春田兵工廠（Springfield Armory）自行設計了一款拉柄，必須將機匣上方剖溝（提把下方），新式拉柄必要時可與槍機結合，以便帶動槍機往前。而當時M16生產商柯爾特公司也製作了機匣兩側具備槍機助進功能的M16步槍，供美國陸軍評選。雖然斯通納認為M16無需加裝复进助推器，但若堅持要加裝。他只推薦春田兵工廠的設計，但是美國陸軍卻因為和斯通納宿怨已深，最後決定採用柯爾特設計於上機匣右側的助進器設計，並且定型為XM16E1。
除M16及M4外，部份自動步槍亦設有复进助推器，例如HK416、HK417、MSAR STG-556及HK G41。